# Preston Lacy
Preston Lacy (Carthage, Misuri, 14 de agosto de 1969) es un actor y guionista estadounidense de la franquicia Jackass.

## Películas
- "Jackass" The movie:[1] Aparece persiguiendo a WeeMan.
- "Jackass Two":[1] Participa en "La Máscara de Pedos", aportando los pedos.
- "Jackass 2.5":[1] Actúa como King Kong, mientras sus compañeros de reparto pilotan aviones teledirigidos alrededor.
- "Jackass 3D"[1]

## Videojuegos
Aparece como personaje jugable en "Jackass" The Game.